# Аделхайд фон Изенбург-Бюдинген-Бирщайн
Вижте пояснителната страница за други личности с името Аделхайд.
Аделхайд Леополдина Еулалия София Мария фон Изенбург-Бюдинген-Бирщайн (на немски: Adelheid Leopoldine Eulalie Sophie Maria Princess zu Isenburg und Büdingen in Birstein; * 10 февруари 1841, Офенбах; † 2 март 1861, Клайнхойбах ам Майн) е принцеса от Изенбург-Бюдинген-Бирщайн и чрез женитба княгиня на Льовенщайн-Вертхайм-Розенберг.

## Живот
Тя е малката дъщеря на наследствен принц Виктор фон Изенбург-Бирщайн (1802 – 1843) и съпругата му принцеса Мария Кресценция Еулалия фон Льовенщайн-Вертхайм-Розенберг (1813 – 1878), дъщеря на княз Карл Томас фон Льовенщайн-Вертхайм-Розенберг (1783 – 1849) и графиня София Лудовика Вилхелмина цу Виндиш-Грец (1784 – 1848).
Аделхайд се омъжва на 18 октомври 1859 г. в Офенбах за княз Карл Хайнрих фон Льовенщайн-Вертхайм-Розенберг (* 21 май 1834; † 8 ноември 1921), единственият син на наследствен принц Константин фон Льовенщайн-Вертхайм-Розенберг (1802 – 1838) и принцеса Агнес фон Хоенлое-Лангенбург (1804 – 1835). Тя е първата му съпруга.
Аделхайд умира на 20 години в дворец Клайнхойбах, 12 дена след раждането на една дъщеря:
- Мария Анна Агнес Еулалия Аделхайд Михаела Йохана Леополдина София Елизабет (* 20 февруари 1861, Клайнхойбах; † 2 юли 1896, Солем), монахиня с името Бенедикта в бенедиктинския манастир „Санта Цециле“ при Солем.

Карл Хайнрих се жени втори път на 4 май 1863 г. във Виена за принцеса София фон Лихтенщайн (1837 – 1899) и като вдовец става доминиканец.